# Дејвистон (Алабама)
Дејвистон (енгл. Daviston) град је у америчкој савезној држави Алабама. По попису становништва из 2010. у њему је живело 214 становника.

## Демографија
Према попису становништва из 2010. у граду је живело 214 становника, што је 53 (19,9%) становника мање него 2000. године.
| Група             | 2000.       | 2010.       |
| Белци             | 215 (80,5%) | 186 (86,9%) |
| Афроамериканци    | 48 (18,0%)  | 22 (10,3%)  |
| Азијати           | 0 (0,0%)    | 2 (0,9%)    |
| Хиспаноамериканци | 4 (1,5%)    | 4 (1,9%)    |
| Укупно            | 267         | 214         |